# Eco Savoie Mont Blanc
ECO Savoie Mont Blanc, un magazine hebdomadaire français, du Groupe Ecomédia, consacré à l'actualité économique de la Savoie (départements Savoie et Haute-Savoie), au niveau local, national et suisse romande.

## Histoire

### 1869-1919:Les Alpes
Le journal existe d’abord sous le titre Les Alpes. Il est fondé à la chute du Second Empire par Jules Philippe et Joseph Dépollier, avec l’aide de Louis Revon. L’hebdomadaire est alors vendu 15 centimes. Son siège est fixé 9 rue Royale à Annecy, dans la cour de l’hôtel d’Angleterre,.
Le premier éditorial est signé par Jules Philippe. Il mentionne « le refus du sensationnalisme, du scandale, du sang à la une », « une rédaction au service de l’instruction, au profit de l’ouvrier, de l’industriel, de l’agriculteur, en leur parlant des choses qui se rapportent à leur métier, au sujet de toutes les connaissances accessoires qui peuvent leur être profitables », « faire son travail avec sérieux : nous apporterons la plus scrupuleuse attention sans se prendre au sérieux, la plaisanterie convenable est une saine diversion », « s’inscrit dans un mouvement de décentralisation », « mise en œuvre du progrès dans nos belles vallées ».
Les articles sont signés notamment par Anthony Dessaix, Jean De Brogny, Louis Revon, Eloi Serand.
En 1870, Jules Philippe étant nommé préfet, André Gallet lui succède jusqu’à sa mort en 1905. Joseph Dépollier prend donc la tête du titre. Il est secondé depuis 1904 par son neveu, Louis Dépollier. Ce dernier prend à son tour la direction du journal en 1916, après avoir pris la tête de l’imprimerie familiale en 1911.

### 1919-1944:L’Echo des Alpes
En 1919, l’hebdomadaire change de nom et devient L’Echo des Alpes. Il est alors dirigé par Louis Dépollier et Joseph Blanc, alors maire d’Annecy. Dans un billet aux lecteurs, ce dernier indique : « La fondation est due à un groupe de citoyens amis sincères, de l’action et du progrès dans l’ordre ».

### 1944-1998:Le Républicain Savoyard
A la suite de la Libération, le 13 septembre 1944, le journal change de titre pour devenir Le Républicain Savoyard. La pagination est réduite en raison d’une pénurie de papier. Le titre est vendu 1 franc.
Louis Dépollier demeure à sa tête jusqu’à sa mort en 1950. René Dépollier, fils de Louis, hérite alors du journal. René Dépollier meurt en 1971 et confie lui aussi la direction de l’hebdomadaire à son fils, Gérard Dépollier. Celui-ci se rapproche d’Alain Veyret qui avait collaboré bénévolement à la rédaction du journal. Il en devient actionnaire et prend le contrôle total du titre en 1987,.

Le 7 octobre 1987, l’éditorial « Cap sur l’économie » d’Alain Veyret ancre définitivement le journal dans le secteur économique régional.
« Secteur ignoré, secteur méconnu, secteur tabou ? Peu importe, mais secteur bigrement important en cette fin de siècle où la compétition économique est quotidienne, où l’artiste est informaticien, où le champion est commercial, où le génie est gestionnaire, où la performance technologique est vitale, les enjeux financiers considérables, où les paris industriels sont aussi ceux de l’emploi… ou du chômage, donc de la vie quotidienne de chacun. À chacun son challenge ! Le pari qu’en Haute-Savoie un journal hebdomadaire économique peut trouver à la fois matière et public. La matière, dans un département aussi dense économiquement et dynamique que la nôtre, elle ne fait aucun doute. Le public sans lequel aucun média n’existe : c’est vous ! »
En 1991, la rédaction s’informatise avec un logiciel de PAO. En 1994, l’hebdomadaire prend la forme d’un magazine couleur.

### 1998-2017:Eco des Pays de Savoie
L’année 1995 marque un tournant par l’ouverture d’un bureau à Chambéry et la reprise de l’hebdomadaire Affaires Savoyardes, fondé à Chambéry en 1978 par Jacques Gaillard. La nouvelle société ouvre son capital à une trentaine d’actionnaires. Alain Veyret devient le président du Directoire et Jean-Claude Cachat le président du Conseil de surveillance. Jacques Gaillard devient le directeur délégué en Savoie. La création d’un titre unique est soumise à un sondage des lecteurs.
Le premier numéro paraît le 3 avril 1998 sous le titre Eco des Pays de Savoie.
En 2000, le journal s’implante à Cran-Gevrier. Dans le même temps, il se dote d’un site internet qui sera modernisé en 2016.

### 2017 à aujourd’hui:ECO Savoie Mont Blanc
Le titre est à nouveau modifié le 3 janvier 2017. Le journal paraît chaque jeudi.
Il est incorporé au sein du Groupe Ecomédia.

## Groupe ECOMEDIA
Le groupe ECOMEDIA regroupe les publications suivantes :
- ECO Savoie Mont Blanc (hebdomadaire économique, ainsi que ses suppléments et ses hors-séries)
- ECO de l'Ain
- ECOMeca
- Magazine L'Extension, Diamant des Alpes à Genève ( Suisse)